# F1 World Championship Edition
F1 World Championship Edition est un jeu vidéo de course sorti en 1995 sur Mega Drive, Game Gear et Super Nintendo. Le jeu, développé par Lankhor, est édité par Domark.

## Système de jeu
Le jeu reprend la saison 1994 et ses 16 Grands Prix.
Le jeu possédant les licences de la FIA et de la FOCA, on y retrouve 12 pilotes issus d'autant d'écuries ayant concouru le championnat 1994.

## Pilotes et écuries
| Écurie            | Pilote               |
| ----------------- | -------------------- |
| Williams F1 Team  | Damon Hill           |
| Tyrrell Racing    | Mark Blundell        |
| Minardi           | Michele Alboreto     |
| Benetton Formula  | Michael Schumacher   |
| Larrousse         | Erik Comas           |
| Ligier            | Eric Bernard         |
| McLaren Racing    | Mika Häkkinen        |
| Arrows            | Christian Fittipaldi |
| Team Lotus        | Johnny Herbert       |
| Scuderia Ferrari  | Jean Alesi           |
| Jordan Grand Prix | Eddie Irvine         |
| Sauber            | Karl Wendlinger      |